# Bernd Lohaus

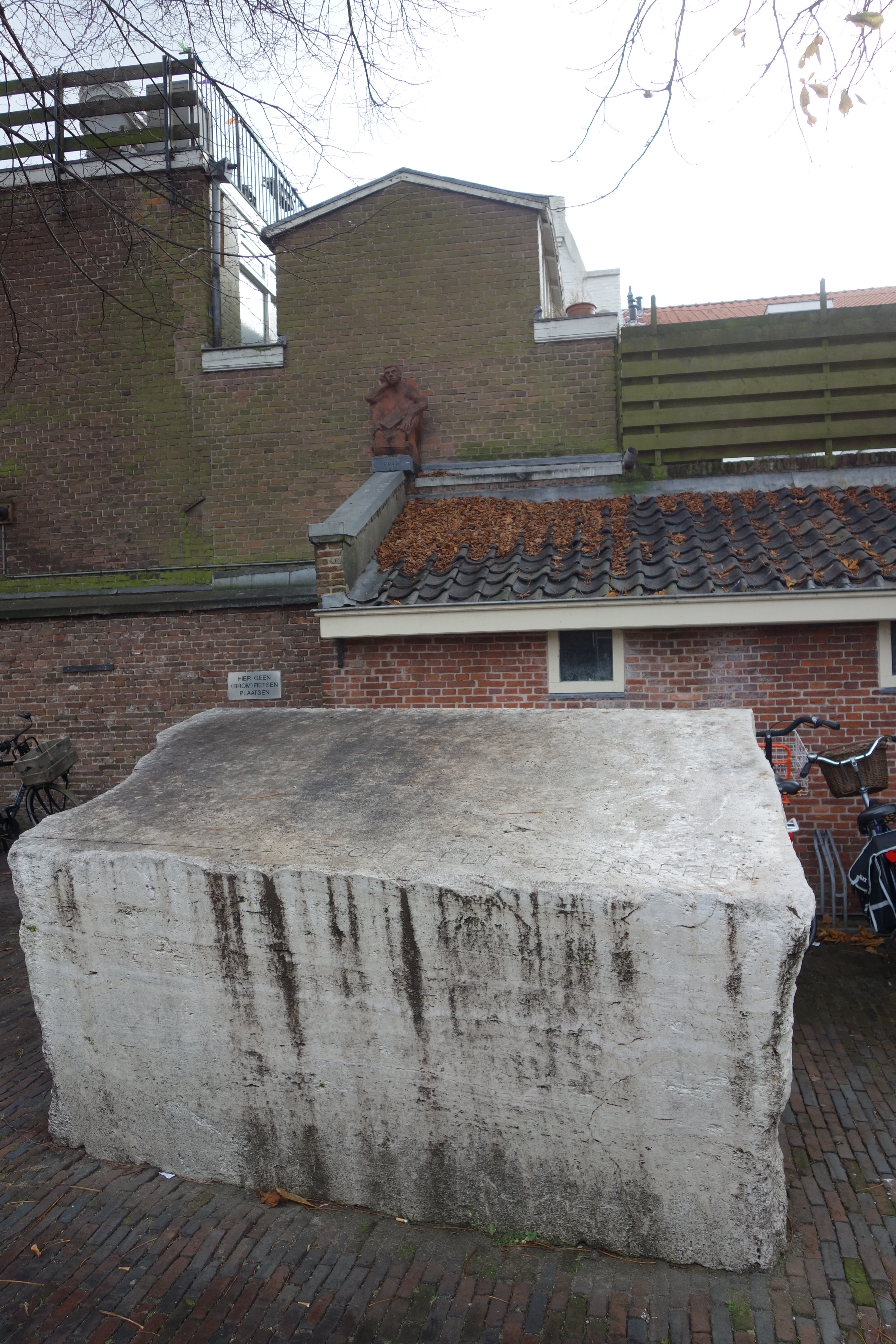
Zich Zelf Getroffen (1990) in Haarlem, 2016

Bernd Lohaus (Düsseldorf, 1940 - Antwerpen, 5 november 2010) was een in België levende hedendaagse Duitse beeldhouwer, schilder en tekenaar.

## Biografie
Bernd Lohaus studeerde van 1963 tot 1966 aan de Kunstacademie Düsseldorf, waar zijn mentor Joseph Beuys was. Samen met Panamarenko, Hugo Heyrman en Wout Vercammen gaf hij van 1965 tot 1966 het tijdschrift Happening News uit. Tijdens een verblijf in Spanje leerde hij kunsthistorica Anny De Decker kennen. Ze trouwden in 1966 en verhuisden naar Antwerpen, waar ze in hun woning de avant-garde-galerie Wide White Space Gallery oprichtten, waar in 1966 Marcel Broodthaers en in 1967 Joseph Beuys tentoonstelden. Ook Panamarenko kon er zijn werk tonen. De galerie bestond tot 1976.
Bernd Lohaus werkte voornamelijk met hout, steen en papier. Op het gevonden hout voerde Lohaus slechts kleine ingrepen uit zoals het aanbrengen van korte teksten. Belangrijk was daarbij de verhouding van voorwerpen tegenover elkaar, en in de ruimte. Lohaus gebruikte de taal als element in verschillende van zijn werken. In zijn werk onderzocht de kunstenaar de relatie tussen de kunstenaar, de kijker en het kunstwerk.
De kunstenaar kreeg in 2005 een grote retrospectieve in het Gentse SMAK. Later in het Antwerpse M HKA en het Koninklijk Museum voor Schone Kunsten Antwerpen.
5 november 2010 overlijdt Bernd Lohaus op 70-jarige leeftijd aan kanker. Twee jaar later, op 21 augustus 2012, richtten zijn vrouw Anny De Decker en zijn kinderen Jonas Lohaus en Stella Lohaus de Stichting Bernd Lohaus op voor het behoud en de promotie van het werk en de ideeën van Bernd Lohaus.

## Tentoonstellingen (selectie)
- 1966 Wide White Space Gallery, Antwerpen
- 1975 Biënnale van Parijs, Parijs
- 1982 Kunstmuseum Düsseldorf, Dusseldorf
- 1985 Paleis voor Schone Kunsten, Brussel
- 1990 Kunsthalle Bielefeld, Bielefeld
- 1992 documenta IX, Kassel
- 1995 M HKA, Antwerpen
- 1997 MACBA, Barcelona
- 2000 KMSKA, Antwerpen
- 2005 SMAK, Gent

## Werken in openbare collecties (selectie)
- Fonds National d'Art Contemporain, Parijs

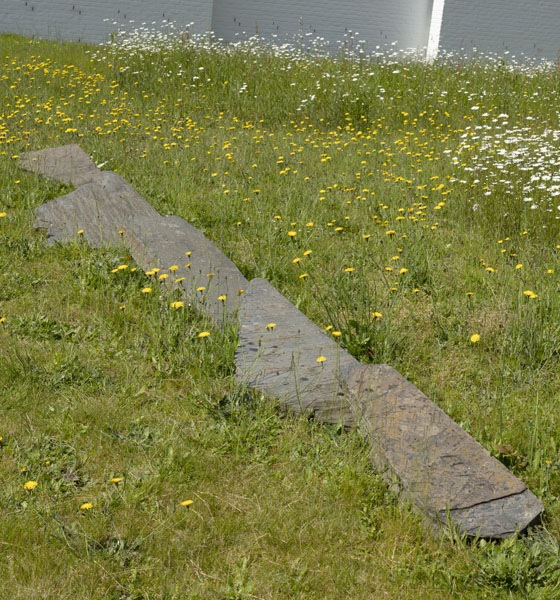
Wellen zur Hand gegebenes Echo (Museum Dhondt-Dhaenens)

- FRAC – Nord-Pas de Calais, Duinkerken
- MARTa Herford, Herford
- Museum van Hedendaagse Kunst Antwerpen
- Museum voor Moderne Kunst, Brussel
- Stedelijk Museum voor Actuele Kunst, Gent
- Stedelijk Van Abbemuseum, Eindhoven
- Middelheimmuseum, Antwerpen